# Cafayate
Cafayate – miasto w Argentynie, w prowincji Salta. Stolica departamentu o tej samej nazwie. Siedziba rzymskokatolickiej prałatury terytorialnej Cafayate. Według danych statycznych na rok 2022 liczyło 15 451 mieszkańców.